# Nicolas-Joachim Billy
Pour les articles homonymes, voir Billy.
Nicolas Joachim Billy est un homme politique français né le 22 octobre 1748 à Provins (Seine-et-Marne) et décédé le 8 juin 1831 au même lieu.
Joachim Nicolas Billy est le fils du marchand  Nicolas Billy, échevin de Provins, et de Marie Catherine Lelorgne.
Négociant, meunier et cultivateur, il est élu député suppléant du tiers état aux États généraux de 1789 pour le bailliage de Provins. Il est appelé à siéger le 17 mai 1791 et vote avec la gauche. Il est ensuite officier municipal et assesseur du juge de paix.

## Sources
- « Nicolas-Joachim Billy », dans Adolphe Robert et Gaston Cougny, Dictionnaire des parlementaires français, Edgar Bourloton, 1889-1891 [détail de l’édition]